# Distrito de Mochumí
El distrito de Mochumí (en mochica: Moccɥumi o Mocciumi; tras su fundación española: Nuestra Señora de la Limpia Concepción de Mochumí) se encuentra ubicado en la provincia de Lambayeque del departamento homónimo. Se halla en la parte media del valle del río Chancay, en la costa norte del país, a 27 km de la ciudad de Chiclayo y a 17 km de la ciudad de Lambayeque a través de la Ruta nacional PE-1N.

## Historia

### Reseña histórica
MOCHUMI, primer distrito de la provincia de Lambayeque, apareció originalmente como poblado en 'Xlaccapac', cuyas ruinas están situadas en la jurisdicción de la provincia de Ferreñafe (Mochumí Viejo) y abarcaba los terrenos que actualmente comprende la extensión del distrito. Fue habitado por pobladores mochicas quienes lo denominaron 'Moccyumi' o 'Mocciumí'.
Mochumí, pueblo fértil, católico y costumbrista, un pueblo milenario perteneciente a la región de Lambayeque, fue creado por el general Don Simón Bolívar un 26 de octubre de 1824.en la época de la Independencia, a 28 kilómetros al norte de la ciudad de Chiclayo.
Las continuas inundaciones que sufría este poblado por el desborde de las acequias que lo rodeaban, motivó que los pobladores emigraran hacia el oeste posesionándose en el lugar denominado 'La Piedra'.
En 1567 las Reducciones toledanas establecieron las poblaciones de Mochumí y Túcume uniéndolas bajo el mando de un solo cacique.
Es en el transcurso de estos años que el 8 de diciembre, en ceremonia litúrgica se bendice la pila bautismal, la iglesia y el convento, fundando el nuevo pueblo con el nombre de "Poblado de Nuestra Señora de la Pura y Limpia Concepción de Mochumí", ya que fue dedicado a la protección de la Virgen María cuya imagen fue donada por el Rey de España Felipe II, caracterizado por impulsar y defender el catolicismo.
La pila bautismal fue hecha en el año 1665 e instalada en la iglesia de Mochumí, una de las tareas principales de la colonización era la de imponer el cristianismo y aquí se impuso mucho antes de que fuera instalada la pila bautismal.
El 16 de julio de 1654 los pobladores Félix de la Cruz Narmo, Juan Caso,+ Sebastián Narro y Francisco de Acosta, encabezados por Salvador Guzmán que era el gobernador y los otros principales Pachacas, se presentaron ante el Corregidor don Gabriel de Barreda, Fiscal de la Real Audiencia de los Reyes, reclamando sus derechos de agua del río Caucano o Janque que desemboca en La Leche, adquiridos desde mucho antes de 30 años, y negado en ese entonces por los pueblos de Pacora y Jayanca.
El caudal fue traído por la acequia de San Juan Bautista, la misma que con el consentimiento de los caciques de esos lugares se había construido años atrás. De esta manera, con el recurso hídrico, la laboriosidad, de su gente y la bondad de sus tierras, el pueblo tomó gran importancia y sirvió de polo de desarrollo para otros poblados vecinos. Con las aguas del río La Leche irrigaba sus tierras el pueblo de Mochumí y sus anexos de Túcume e Íllimo por real provisión del año 1764.
Como muchos pueblos amantes de la libertad, Mochumí hizo importantes aportes materiales y humanos a la causa emancipadora de nuestra patria. Después de la victoriosa batalla de Junín, Mochumí es elevado a la categoría de distrito por un decreto dictatorial de don Simón Bolívar Palacios el (26 de octubre de 1824), por lo que a partir de esa fecha se le denomina "DISTRITO DE MOCHUMI" y es reconocido legalmente según dispositivo legal N.º 1230, del 3 de mayo del año 1955.
Como tal continúa pendiente del llamado a la patria. Es así que participó activamente con sus hombres, como soldados defensores, entre otros, en 1941 en el conflicto limítrofe entre Perú y Ecuador.

### Otros acontecimientos
El año 1891 el Dr. Federico Villarreal obsequió una de las “Cartas del Perú” para la enseñanza de la práctica de la geografía en las escuelas municipales del distrito de Mochumí.
En diciembre de 1891 se nombraron o titularon a los preceptores que empezaron a trabajar en las escuelas de Túcume e Íllimo. Este nombramiento estuvo a cargo del Concejo Distrital de Mochumí. La escuela de niños de Mochumí estuvo a cargo del perceptor Antonio Guillermo hasta 1892.
El 6 de agosto de 1893, el concejo distrital de Mochumí hizo funcionar una escuela de niños a cargo del perceptor don José Martínez Villayonga y una de niñas a cargo de la Srta. Laura María del Carmen Vallejos. El Concejo les pagaba del cobro de la cisa por matanza de res. El ganaba 30 soles mensuales y ella 16 soles de plata fuerte mensual. Los preceptores eran pagados por el municipio tal como lo proponía en artículo 84 inciso 1.º de la Ley de municipalidades.
En sesión ordinaria del día 3 de junio de 1895, presidida por el señor alcalde don Marcelino Barreto, a las nueve de la mañana, con asistencia de los regidores señores Juan de la C. Reyes, Luis García, Tomás Paico, Justo Ubillús Inspector de instrucción, presentó la siguiente moción:

…“Teniendo en consideración: Que es muy urgente tener un lugar propio para la escuela de varones por ser difícil conseguir uno en arrendamiento que sea aparente para que funcione.

   Propone:
Que se vote una cantidad de doscientos soles para que se edifique en un sitio central de la población, un salón para la escuela de varones que se podrá concluir en el término de dos meses y con las comodidades necesarias, observando en dicho trabajo las economías contenientes. Pide dispensa de todo trámite y su inmediata discusión.
Mochumí, Junio 3 de 1895

Justo Ubillús"

Y no habiendo otro asunto de que tratar, se levantó la sesión siendo las diez y media de la mañana. La Construcción del primer salón fue aprobado en sesión ordinaria de Concejo el 16 de junio de 1895. Fue firmada por Marcelino Barrero, Juan de la C. Reyes, Luis García, Justo Ubillús.
La cárcel de Mochumí se comenzó a construir el 24 de julio de 1893. En el lugar que ocupó se construyó posteriormente el local del Concejo Municipal siendo alcalde Dr. Patrocinio Moreno e inspector de Obras Públicas el Sr. Segundo Sialer.
El cercado del cementerio de Mochumí, se inició mediante la instalación del Comité pro cercado, con fecha 5 de noviembre de 1934. Estuvo integrado por los señores: Alberto Farro Pateo (Presidente), Nicolás Ubillús (Vicepresidente), Juan del Carmen Chimoy (Tesorero), Marcial Barreto (Secretario), Rodolfo Guerrero (Fiscal), y Eduardo Montenegro, Ascensión Ramírez, Patrocinio Moreno (Vocales). La construcción estuvo a cargo del Sr. Gerardo Gamarra que cobró 50 libras peruanas por la construcción del frontis que divide 4 m por lado de frontis con una altura de 2,25 m y con base sólida. El pago se hizo por armadas de 4 libras peruanas hasta concluir el trabajo. La puerta de fierro la obsequió el Concejo siendo alcalde don Segundo A. Moreno, el 2 de enero de 1935.
- El fenómeno El Niño. 1925, 1972, 1983, 1998.

Un fenómeno de esta naturaleza es considerado por la población como daño social, es decir como algo que no sólo ocasiona daño material a la vivienda, chacra, el deterioro de la infraestructura de riego; además que trae consigo la presencia de enfermedades y hasta la pérdida de huertos familiares. Sino también perjudica a la estructura social de la sociedad: familia, hogar, entorno social.
Pero la gran paradoja de este daño social, es que también produce "bien social y productivo", pues permite la mayor disponibilidad de agua para el cumplimiento del plan del cultivo, tan necesario en la agricultura. De igual modo crea las condiciones idóneas para la ganadería y el crecimiento de plantas, arbustos; mejorando con ello la forestación y reforestación natural del boque seco.
- Funcionamiento de la Guardia Civil. 1942.

La presencia de la Guardia Civil, denominada actualmente Policía nacional del Perú, data desde un pasado temprano. El año 1942 ya estaba actuando en el distrito, básicamente en la zona urbana con ciertas intervenciones en la agreste zona rural de aquel tiempo. En la actualidad Mochumí cuenta con un Puesto policial.
- El Canal Chotano. 1948-1950.

La construcción de este canal constituye una experiencia de organización solidaria y acción social de respaldo a la agricultura, hecho por los propios productores del distrito. Se recuerda que cada uno de los potenciales beneficiarios aportó la cantidad de 10 soles por cada fanega de arroz, con el valor y respaldo económico de aquel tiempo.
- El alumbrado eléctrico. 1953.

Donde hay luz, hay desarrollo. El servicio de electricidad se incorpora a la vida del poblador de Mochumí el año 1953 con la puesta en funcionamiento de motores, adquiridos con el gravamen al arroz y azúcar a, la población de Mochumí. Está claro que este servicio permite la creación de riqueza porque se mejora la producción o se crean otras fuentes de trabajo
El Comité de Luz Eléctrica permitió la obtención del servicio con cierta celeridad, proceso que culmina en su primera etapa con el servicio en la zona urbana mediante la incorporación de Mochumí al interconectado del Mantaro el año 1984.
- Creación del Centro Educativo 10133.

La creación de este centro Educativo significará la extensión de la educación hacia más personas, y con ello reducir más los indicadores del analfabetismo. Sin embargo, el dato social más importante es que logra la incorporación de más mujeres al sistema educativo.
- Creación de la Asociación de Estudiantes Unidos. 1962.

La educación fue la forma social organizada, que brindó el mayor impulso a la juventud de entonces, para la lúcida formación de las primeras generaciones de profesionales locales. Ello significó la unión de los estudiantes que luego dirigieran el desarrollo del distrito.
- Creación del Centro de Educación Secundaria Augusto Bernardino Leguía. 1962.

El Centro educativo símbolo de la tradición educativa mochumana sin duda alguna es el C.E.S.M Augusto Bernardino Leguía, creado el año 1962. Uno de los grandes méritos de este centro de educación es haber detenido el proceso de emigración de alumnos hacia los colegios provincianos de fama regional. El funcionamiento de este centro significó también, la extensión de la oferta educativa hacia el nivel primario, sin continuidad educativa hasta entonces.
- Creación del centro Social Progresista Mochumí. 1962.

Los años cincuenta expresan el inicio de la modernidad en el Perú. En ese sentido, las instituciones van integrándose a un nuevo proceso donde es central la capacidad de respuesta a las necesidades de desarrollo.
Así entendido, la creación del Centro Social Progresista de Mochumí significa el acomodamiento a las exigencias modernizantes pero con acciones creadas en la propia sociedad local.
- La instalación del agua potable. 1963.

El agua se convierte en una de las necesidades más sentidas y a la vez más ausentes de atención en los años sesenta. A la vez, en el distrito de Mochumí se instala el agua potable brindada a través de piletas; aunque según los residentes de aquel entonces, el agua era “dura”, es decir, salada.
- Construcción del reservorio de Tinajones en el Primer Gobierno de Fernando Belaúnde Terry. 1965-1968.

La construcción del reservorio de Tinajones constituye un hecho sin precedentes en el Departamento de Lambayeque. Permite la extensión de la frontera agrícola en muchos distritos de la provincia de Lambayeque, además de permitir el ahorro de tiempo para la distribución del agua.
Sin duda, otro de los méritos es haber elevado la valorización de las tierras, además de permitir el funcionamiento del canal Taymi y todo el sistema de irrigación del valle Chancay.
De otro lado, permitió elevar el ingreso económico de los productores y con ello, estos pudieran elevar y mejorar la calidad de la enseñanza para sus hijos. Incluso posibilitó la continuidad a la Educación Secundaria de aquellos adolescentes que ya habían iniciado la Educación Primaría.
- Creación de oficina del Ministerio de Agricultura. 1966.

El distrito de Mochumí es eminentemente agrícola, con ello es que el año 1966 se crea la primera Oficina del Ministerio de Agricultura y con ello el servicio a los agricultores de la zona en asistencia técnica mejora notablemente.
- Siembra de garbanzo. 1967.

El garbanzo fue un producto de mucha atención en la agricultura local, a tal punto que su exportación resultó un acto productivo positivo; sin embargo, el fuerte apoyo a la producción del arroz con precio de refugio, hace que este pierda espacio.
El impacto económico sumado al efecto producido por el agua proveniente del reservorio de Tinajones, hace que el garbanzo pase a un segundo plano a favor del primero.
- Escasez de agua provocada por los hacendados. 1968.

El abastecimiento del agua es vital para la existencia del agricultor. En los tiempos de hacendaje, estos provocaban una artificial sequía mediante el bloque en puntos estratégicos del recorrido. Así el año 1968, tiempo preliminar a la Reforma Agraria propuesta y ejecutada por el general Juan Velasco Alvarado, provocan una escasez de agua sólo con la finalidad de generar zozobra en los productores agrícolas.
El agua se dejaba correr por las acequias cuando esta era abundante y difícil de controlar.
- Creación de club socio-cultural Mochumí. 1975.

La creación de este club local significara, al igual que otros de la misma tendencia, la extensión de la cultura hacía otros estrato locales.
- Funcionamiento de la Posta Médica en nuevo local. 1975.

El funcionamiento de la Posta Médica significó la reducción de las enfermedades en las zonas urbana y rural del distrito, pero además, creó la necesidad de un local más adecuado; es así que el año 1975, la Posta Médica se reinstala en un local mejor adecuado a su rol social.
- Expansión urbana de Mochumí. 1977.

El crecimiento urbano de Mochumí se había hincado con el proceso de urbanización del departamento de Lambayeque en los años sesenta. Con la continuidad del tiempo, se hizo necesario el replanteamiento de ocupación del espacio territorial, así el año 1977, se expropia el Fundo Carolina de propiedad de la familia Ríos, conocida familia de gobernantes locales, significando una solución positiva al problema de la vivienda.
- Inauguración del centro de salud 1980.

La inauguración del centro de salud va a permitir una mayor y mejor atención de la población local, constituyéndose en un aporte al mejoramiento de la salud del poblador y a la disminución cíe las enfermedades en el distrito.
- Funcionamiento de la oficina del Banco Agrario. 1986.

El Banco Agrario ha jugado un rol fundamental en la lucha contra la pobreza y modernización del agro. Los créditos otorgados permitieron la apuesta de muchos agricultores por la agricultura a pesar de las duras condiciones de trabajar en ella. La adquisición de maquinaría, ganado, repuestos, semillas expresan que su presencia fue muy estimada en el país.
- Revestimiento del canal Taymi. 1986.

El canal Taymi se benefició de las aguas del Reservorio de Tinajones; en el transcurso de su funcionamiento ha permitido la regulación del sistema de riego y la reducción de la salinización de las tierras y sobre todo, se ha convertido en punto motivador para la construcción de otros drenes como el de Muy Finca.
- Construcción de estadio. 1986.

La práctica del fútbol es una de las pasiones más grandes de nuestra población. El deporte es la expresión más evidente de la voluntad humana, por ello es que el año 1986 se construye el estadio Municipal. Con la creación de la Liga Distrital de Fútbol y la Liga Distrital de Vóley, se masifica la práctica deportiva y sobre todo, se formarían los nuevos valores de nuestra región.

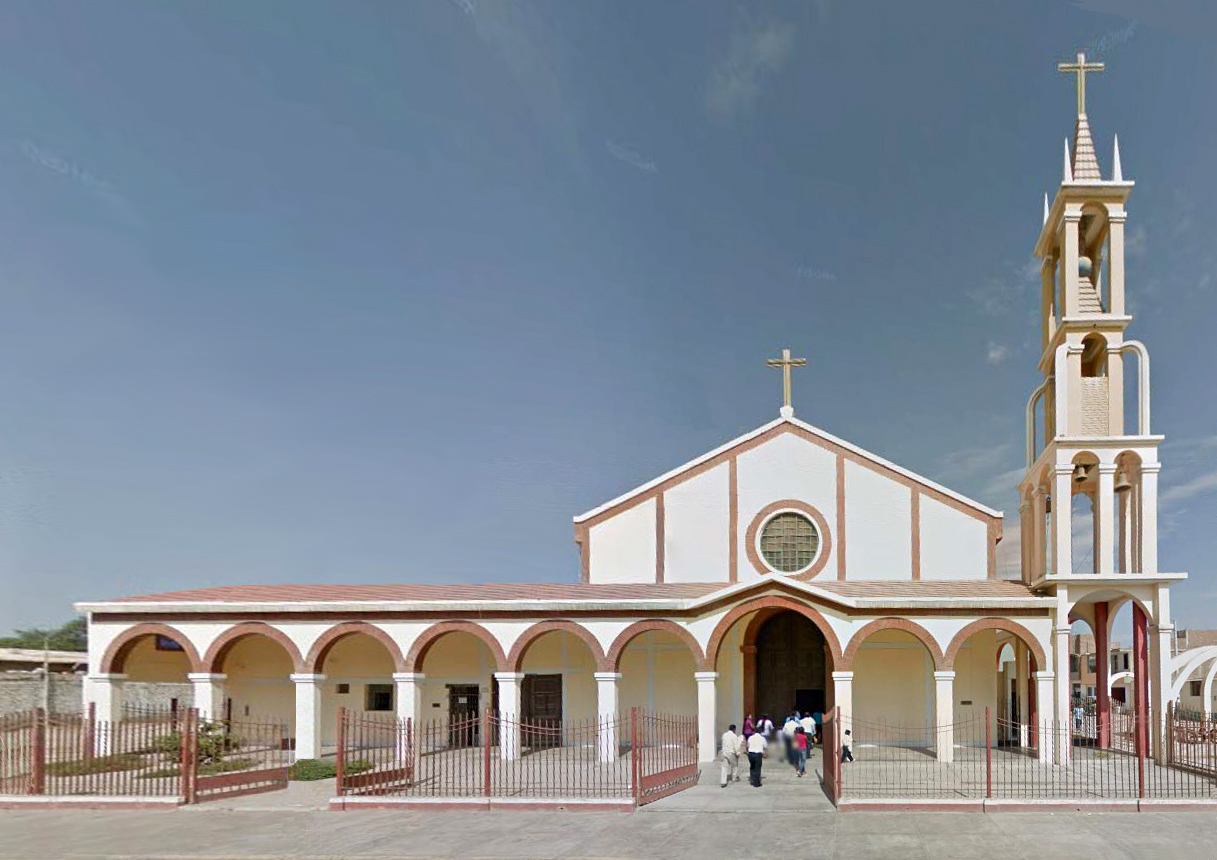
Templo Inmaculada Concepción.

- Levantamiento del nuevo templo. 1986.

Debido a las lluvias torrenciales de 1983 el antiguo templo de destruyó entonces se propuso la construcción del templo en vista que el anterior ya no prestaba las garantías necesarias para reconstruirlo, es por eso que con el visto bueno de los ingenieros se determinó construir un nuevo templo y fue así que en el año 1986 se empezó a realizar la construcción del nuevo templo con la aprobación del obispado de Chiclayo, una de las más hermosas estructuras arquitectónicas del norte del Perú, gracias al esfuerzo del R.P José Manuel Pinto Cardenas junto a los pobladores constituye el fortalecimiento de la cultura pero además, expresa el compromiso de la cristiandad con la Iglesia católica. El diseño estuvo a cargo del arquitecto Juan Verona Rubio.
- Instalación del agua potable y alcantarillado. 1986.

El año 1986 se instala las redes de agua potable y alcantarillado pero solo en la zona urbana del distrito de Mochumí. En la actualidad, ya el 99%  de los caseríos cuentan con este servicio.
- Creación del Centro de Educación Ocupacional. 1991.

Si bien la Educación Secundaria atendió una legitima expectativa estudiantil para luego intentar su continuidad en algún centro de educación superior, también es cierto que no todos tenían aquella posibilidad; por ello, el año 1991 se instala el primer y único Centro de Educación Ocupacional del distrito de Mochumí que funciona hasta la actualidad, brindando la posibilidad de realizar estudios de carrera corta.
- Instalación de telefonía. 1991.

La instalación de teléfonos marca un nuevo hilo en el proceso de modernización del distrito. El año 1991, se llegan a instalar las primeras líneas telefónicas comunitarias en el área urbana; más larde se extenderían hacia la zona rural. Con la incorporación del teléfono a la vida social del distrito, este se incorpora a la comunicación con el mundo actual.
- Aparición de los molinos de arroz. 1992.

Los molinos empiezan con brindar atención a los pequeños productores de la zona, permitiendo inicialmente su participación en el mercado, en mejores condiciones
- Construcción de paseo La Paz. 1995.

La construcción del paseo La Paz, es probable que se hizo con toda la buena voluntad que el caso amentaba; sin embargo, fue insuficiente la precisión en su construcción, de tal modo que sería necesario la realización de algunos retoques, con la finalidad de convertirla en mejor presentable, previa consulta a la ciudadanía local.
- Construcción del relleno sanitario. 1995.

La basura es uno efe los principales problemas del distrito, en la medida que no siempre es posible atenderla con la rapidez que el caso lo exige. Así el año 1995, se construye el Relleno sanitario del distrito de Mochumí con algunas imperfecciones, que sería necesario considerarlas en la posibilidad real de construcción de uno nuevo.
- Instalación de los molinos industriales. 1996.

Los pequeños productores lograron mejorar sus cosechas de arroz, para ello necesitaban los lugares necesarios para continuar el segundo paso del pilado de manera rápida y eficiente: es así que los medianos y grandes productores instalan molinos de procesamiento de arroz, esta vez ya tecnificados. En realidad hasta la actualidad, no existe una evaluación real de este proceso.
- El interconectado del Mántaro y la luz eléctrica. 1996.

En los inicios de los años cincuenta se instalan motores para obtener luz eléctrica por 6 horas diarias con un alto costo mensual. El año 1996 se presenta la oportunidad de lograr la instalación de luz eléctrica sobre la base del conectarse al interconectado proveniente de la Central Hidroeléctrica del Mantaro, lográndose con ello, luz permanente y a menor costo.
El hecho moderno permitió la creación de molinos industriales y el surgimiento de talleres para la confección de prendas de vestir. Este es un logro del Comité Pro Servicio Eléctrico del distrito de Mochumí.
- La Internet. 1996.

La magia de la comunicación mundial instantánea llega al distrito de Mochumí el año 1996. Los grandes beneficiarios son en primer lugar los estudiantes de educación primaria, secundaria y superior en general y en segundo lugar la población quien contaría con una rápida forma de comunicarse e informarse de los sucesos del mundo, sin otro esfuerzo que el pagar una mínima cantidad de dinero
- Creación de la DEMUNA. 1996.

La Defensoría Municipal del Niño y Adolescente se crea el año 1996 con la finalidad de protegen en lo básico a las personas de mayor riesgo social: niños, mujeres y ancianos. En la actualidad cumple el mismo rol pero con el agregado de contar con una persona competente y responsable de su misión.
- Empresa agroindustrial CAIMSA: 1998.

Su rol es dar crédito y asistencia técnica en arroz a los pequeños productores del distrito.
- Construcción de Coliseo.1997.

La construcción del estadio superó las expectativas de atención a las demandas deportivas de la juventud local; por ello es que una década después, el año 1997, se construye el coliseo del distrito de Mochumí para atender a la nueva generación de jóvenes y niños que no sólo buscan desarrollar espacios deportivos sino también culturales.
- Ampliación del C.E. N° 10132. 2000.

El avance de la Educación Inicial hacia la incorporación de nuevas promociones y a la vez la generación de nuevos alumnos para la Educación Primaria hace que el año 2000, se amplié el número de aulas del Centro Educativo 10132.
- Creación del CLAS. 2000.

El Centro Local de Administración-de la Salud-CLAS-, del distrito de Mochumí tiene un equipamiento básico de primer nivel, dadas las características necesarias para la atención de casos bajo su responsabilidad. Este centro de salud no puede ser hospital por la cercanía con Lambayeque, quien ya cuenta con uno de ellos.

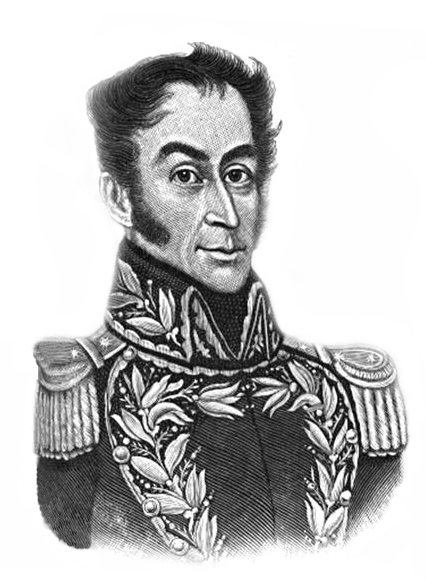
Retrato de Bolívar con uniforme de general.

## Geografía y recursos

### Ubicación

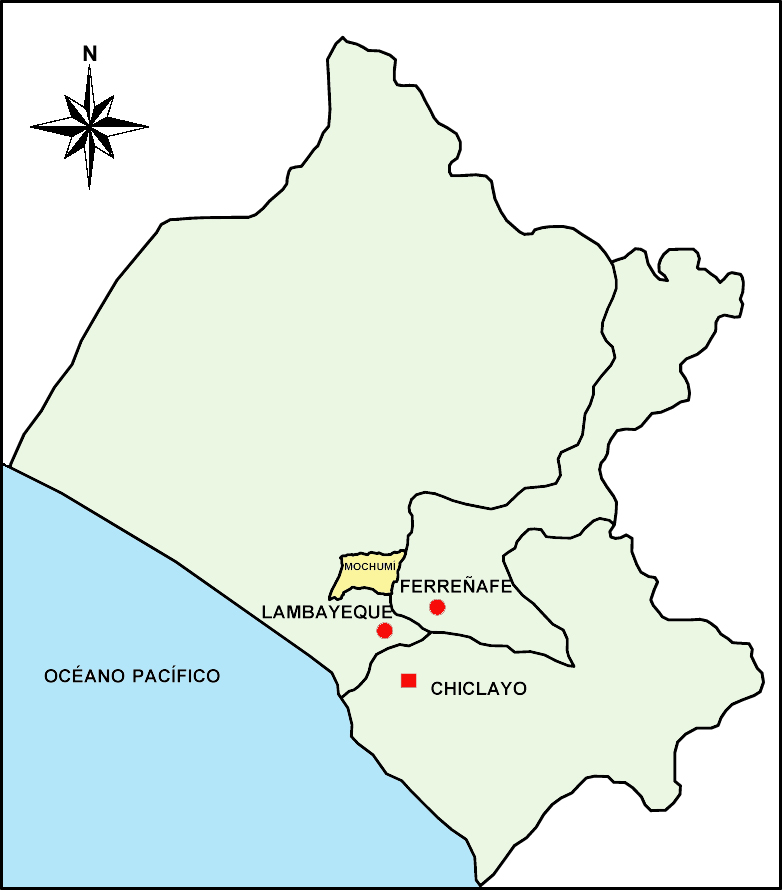
Ubicación del distrito de Mochumí en la Provincia de Lambayeque-Departamento de Lambayeque.

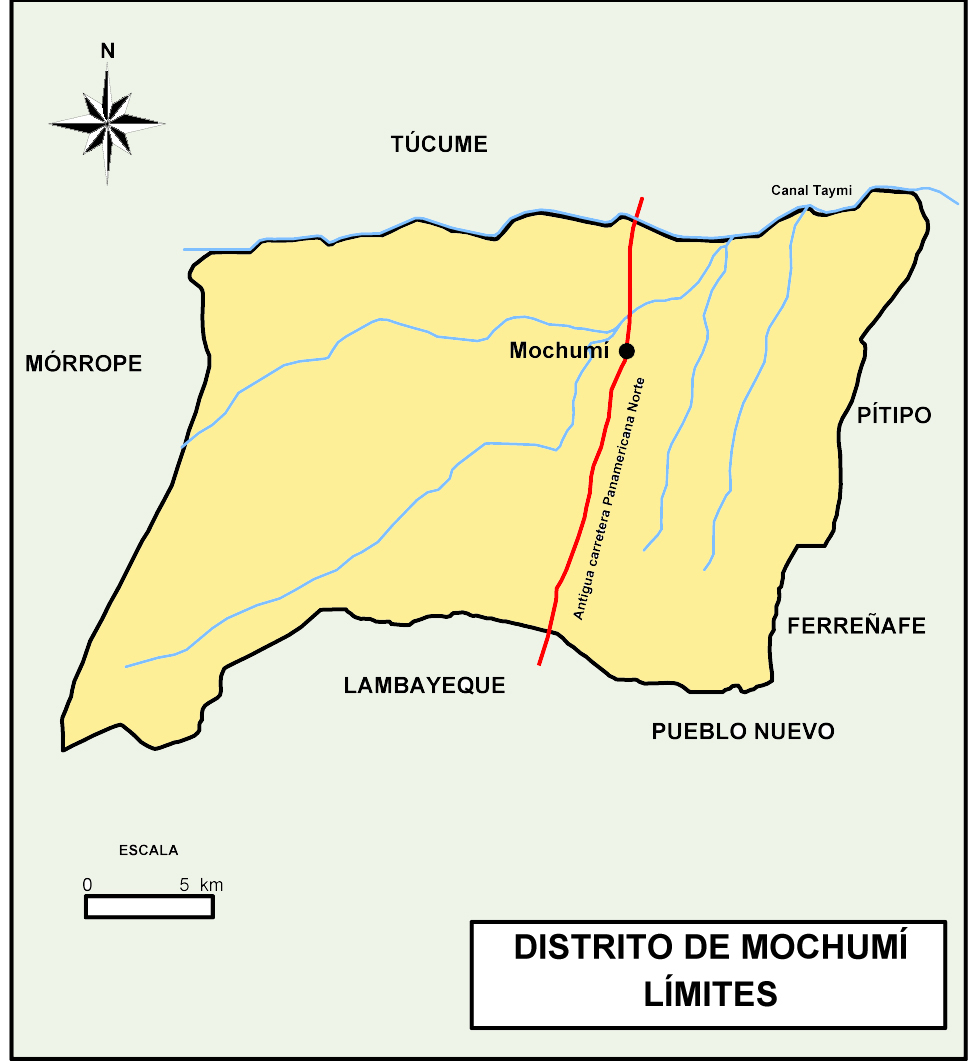
Mochumí y sus límites distritales.

El distrito de Mochumí está ubicado a 29 y 18 kilómetros al norte de las ciudades de Chiclayo y Lambayeque respectivamente. Está situado en la parte intermedia de la provincia de Lambayeque, al centro de la región Chala.

De acuerdo a la Carta nacional el Distrito se encuentra a 6°32′39″ latitud Sur y 79°51′51″ longitud Oeste.

### Extensión territorial y demografía
El distrito de Mochumí tiene una extensión territorial de 103.70 kilómetros cuadrados, 1.11 % del territorio de la provincia de Lambayeque.
Tiene una población total de 19 169 habitantes, con una densidad poblacional de 185 habitantes por kilómetro cuadrado, de los cuales el 38.6% corresponde a la zona urbana y el 61.4% a la zona rural.

### Límites
Por el Norte: Con el Distrito de Túcume.

Por el Sur: Con el Distrito de Lambayeque y el distrito de Pueblo Nuevo (Ferreñafe).

Por el Este: Con los distritos de Pítipo y Ferreñafe.

Por el Oeste: Con el Distrito de Mórrope.

### Composición geográfico-territorial
El distrito de Mochumi tiene:
- Pueblo-Capital: Mochumí .
- Caseríos: Carrizo, Collique, Cruce Sandoval, El Cerezo, El Salitral, Fundo Burga, Huaca de Toro, Huaca de Toro Mariposo, Huaca Quemada, La Capilla, La Pava, La Piedra, Los Coronados, Maravillas, Muy Finca rama Carrizo, Muy Finca rama Díaz, Muy Finca rama Díaz brazo A, Muy Finca sector Cassinelli, Nuevo San Isidro, Palo Parado, Paredones, Pueblo Nuevo, Punto Cuatro, Punto Uno, San Carlos, San Roque, Solecape, Tepo, Valle Nuevo.
- Población dispersa: Choloque, El Palmo, Huaca Baldera, La Calzada, Los Peches, Muy Finca rana Limón, San Antonio, San Sebastián, Sialupe Baca.
- Unidad agropecuaria: Chalupito, Ciruelito, Fernández, La balsa, Monsalve, Palo gacho.

### Altitud
El Distrito de Mochumí se encuentra ubicado a 36 metros sobre el nivel del mar.

### Relieve
Presenta relieve llano. También alternan pampas interrumpidas por algunos cerros de poca elevación.

### Clima
Su clima es cálido y seco, así como en los demás distritos, propio de la Región Costa o Chala. En la estación de verano la temperatura alcanza en promedio de 28° a 30 °C, mientras que en la temporada de invierno ésta llega a descender hasta 16 °C.

### Hidrografía
La irrigación que posee es recibida del reservorio de tinajones por medio del canal principal, distribuida a diferentes ramas y subramas que irrigan su territorio productivo. La temporada de mayor afluencia de agua son los meses de diciembre a abril. La abundancia corno su opuesto la sequía generan daños a la principal actividad productiva del distrito: la agricultura.

### Flora
Existe una vegetación variada integrada a su Región geográfica, así tenemos en la Región Costa y Chala lo siguiente:
- a) Montes ribereños: Carrizo, caña brava, pájaro bobo, molle, hierba santa, junco, sauce, etc. Entre Los cultivables tenemos arroz, camote, frejol, etc.
- b) Vegetación de zonas áridas: Algarrobos.
- c) Vegetación en zonas húmedas: Se presenta en las zonas donde fluyen aguas subterráneas que favorecen el crecimiento de totora, cola de caballo, campanilla, llantén, etc.

## Atractivos turísticos

### Arquitectónicos
Entre las principales reliquias histórico-religiosas que nos dan luces para acercarnos a los inicios del “Poblado de Nuestra Señora de la Limpia Concepción de Mochumí” tenemos:

La imagen de la “Inmaculada Concepción de la Virgen María” donada por el Rey de España Felipe II.
“La pila bautismal”, “la campana mayor” con su inscripción; “Purísima Concepción de Mochumí”, Lorenzo Domingo Valdez - 1613 - España y la iglesia matriz inaugurada en Ceremonia Litúrgica un 8 de diciembre en honor a nuestra Santa Patrona.

La iglesia matriz sufrió algunos daños en su construcción debido a las lluvias de 1983, en los años siguientes esta iglesia fue derrumbada con maquinaria pesada para dar paso a la construcción de una iglesia moderna apartándonos así de un Importante legado histórico.

### Arqueológicos
Mochumí posee varias ruinas arqueológicas que testimonian la riqueza de nuestro pasado histórico, siendo los principales:
- Huaca Santamaría, a 0.5 km al norte.
- Huaca Paredones, a 0.5 km al noroeste
- Huaca Quemada, a 1.5 km al oeste.
- Huaca La Pava, al oeste
- Huaca El Mono, al oeste
- Huaca El Padre, al oeste
- Huaca El Toro, al oeste
- Huaca de Perico, al oeste
- Huaca Solecape, al oeste
- Huaca Agujereada o Aljoriada, al Suroeste

Las Huacas Santamaría y La Pava fueron declaradas Monumento Arqueológico Intangible Nacional por el Dr. Walter Alva, Director del Museo Brunning de Lambayeque con Resolución Directoral.

La Huaca La Pava conserva tal designación ratificada con Resolución Directoral.
Estos monumentos arqueológicos al igual que otras huacas continúan destruyéndose tanto por la acción del tiempo como por la mano del hombre, que, ajeno a preservarlas las destruye inmisericordemente aduciendo propiedad sobre ellas, por lo que se hace necesaria la inmediata intervención de las autoridades competentes a fin de evitar su destrucción promoviendo el turismo hacia tan importante patrimonio histórico.

## Costumbres y tradiciones

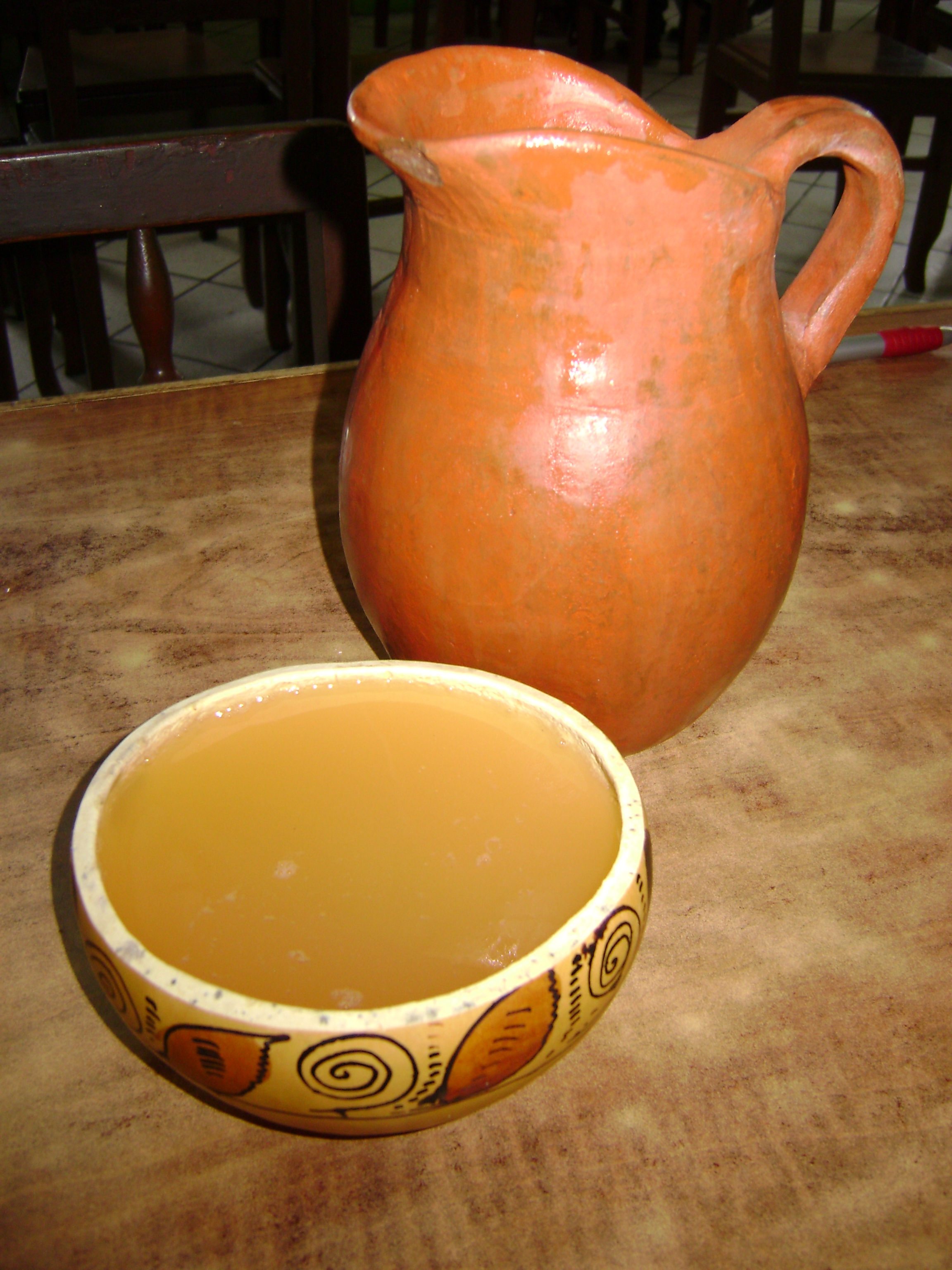
Chicha en poto

Entre los principales tenemos:

### Platos típicos
- La Boda de Pan, Miga o Sopa de Cholo:

Es el principal plato típico mochumano, exquisito, y de fácil y rápida preparación:
Ingredientes: Pan, carne de res o de cabrito, yucas, aceite, ají amarillo, vinagre, ajos, pimienta, ají de color, sal.

Preparación: se remoja el pan, luego se desmenuza y se deja escurrir. En un perol se coloca aceite y ajos, se hace dorar luego se echa agua proporcional al pan desmenuzado, una vez que hierve se echa el pan y se deja cocinar.
La carne de res o cabrito se condimenta con ajos, pimienta, vinagre, ají de color y sal al gusto y se hace cocinar en una olla con regular cantidad de aceite.
Se sirve la boda, sopa o miga, se coloca la presa de carne acompañada de un trozo de yuca sancochada y zarza.
- Sancochado:

Este es un plato dominguero. Tanto la gente de la ciudad como la del campo lo preparan los domingos religiosamente.
Ingredientes: Carne de res, yuca, zapallo, frijol verde, repollo, zanahoria, caigua, choclo, coliflor.
Preparación: Se hace cocinar la carne con la yuca, cuando ya estén cocidas, se echa toda la verdura, echar sal y dejar cocinar. Una vez cocinado se fe aplica un refrito previamente preparado. Sírvalo solo o acompañado con arroz.
Podemos citar como platos típicos al espesado, la causa y el cebiche.

### Bebidas
La principal bebida típica es la chicha de jora, hecha de dos cocidos y con pata de toro. También se bebe la chicha de garbanzo, blanca y de maní.

### Repostería
Destaca el champús, preparado con maíz molido, azúcar, pina, clavo de olor y hojas de naranja.

### Danzas
La “Marinera norteña” ha alcanzado gran popularidad en la colectividad mochumana. El “Club Socio Cultural Mochumí” desde hace varios años organiza la elección de “Señorita Marinera” en el marco de aniversario del distrito, como una forma de valorar nuestro baile tradicional, así mismo programa durante el año, cursos de marinera, tondero, festejo, vais, polka y otros.
Esta institución cultural, el 1° de septiembre de 1996, realizó el “Primer Festival Nacional de Marinera”.

### Música
El Yaraví y el Triste fueron dos especies del cantar popular que tuvieron gran difusión y aceptación en este distrito, hoy ya casi han desaparecido.

### Creencias
En este distrito aún sobrevive la superstición de ciertos influjos que permiten enfermar a las personas, de manera especial a los niños, estos males tienen su contra.

Algunos de ellos son:
▪ Para el mal de ojo u ojeo, hay que hacer santiguar al paciente.
▪ Cuando una persona está con "chucaque" o dolor de cabeza se alivia con jalones de cabello.
▪ Cuando se enferma de "chucaque" de barriga, se frota el vientre y la espalda.
▪ Cuando la persona enferma de "estiradura", se le frota el vientre y se le faja.
▪ Cuando la persona enferma de susto hay que pasarle un cuy por el cuerpo y hacerle baños de hierbas.
Existe una gran creencia y práctica de la brujería, que consiste en ritos nocturnos realizados por un “maestro” en su mesa compuesta por huacos, piedras, hierbas, espadas y varas de chonta que sirven para curar a las personas dañadas por un acto similar y por duendes, huacas dañinas o por "malasombra".

### Costumbres
Hay muchas costumbres que con el correr del tiempo y la modernidad han quedado de lado, mientras que otras de tiempos antiguos aún se mantienen, entre ellas el culto a los muertos y el matrimonio.
En lo que respecta al culto de los muertos, es una costumbre que después del sepelio, en la casa del difunto se coloca una “manta” y se reza por ocho días,dando un pequeño refrigerio a los invitados que acompañan el rezo 
, al noveno día se manda oficiar una misa a la que acuden familiares y amigos del difunto, luego se les invita a la casa para llevar a cabo la bajada del manto con sus respectivos padrinos, una vez culminado el acto, los familiares brindan a los invitados comidas y bebidas.
En cuanto se refiere al matrimonio, poco son los que piden a la novia para matrimonio, la mayoría fuga. A los tres o cinco días los padres del novio se acercan a la casa de los padres de la novia para llevar a cabo el “arreglo” que consiste en comunicarles que su hija se encuentra en poder de su hijo y que desean llegar a un buen acuerdo para que se casen.

Los padres de la chica ponen sus condiciones, se llega a un acuerdo y se le invita a los futuros esposos para perdonarlos. Luego del perdón y acuerdo con la fecha del matrimonio se brinda para “asentar la palabra”.
Llegada la fecha del matrimonio, la novia generalmente va vestida de blanco el primer día la fiesta es en casa del novio y el segundo día se continúa la fiesta en casa de los padres de la novia.

Otras de las costumbres de mucho arraigo en Mochumí es el Día de todos los difuntos, donde toda la colectividad asiste al cementerio local a velar o llorar a sus muertos. Esta actividad se inicia en horas de la mañana del día primero de noviembre y finaliza en horas de la noche del día siguiente. Los comerciantes colocan sus ventas de comidas, bebidas, golosinas, velas y flores en el Campo Santo.

### Artesanía
En Mochumí se confeccionan canastas de carrizo, alforjas y fajas tejidas a telar, palas y arados de palo de sauce y faique, productos de talabartería, peluquería, tejidos a palito, croché, zapatería, florería e industria del vestido.

La artesanía está limitada al consumo de la población distrital, siendo necesario la difusión e incentivos para la adquisición de insumos y potenciarla con fines comerciales con mayor cobertura.

El pintado y burilado de checos que hace algunas décadas fuera la principal ocupación de familias mochumanas, actualmente tiende a desaparecer.

### Festividades
- Enero

1 de enero, Festividad del Niño Dios de Año Nuevo.

6 de enero, Festividad del Niño Dios de Reyes con la escenificación de los Reyes Magos.
- Febrero

Peregrinación por el paso de la Virgen María Inmaculada. Viene de Ferreñafe hacia su feria patronal en el vecino distrito de Túcume. Mochumi le rinde homenaje con la asistencia de los pobladores y la presencia de danzas de los Margaritos y los Diablicos.

- Marzo

Las tradicionales yunzas, con sus bandos encarnado (rojo) y verde (nácar).
- Abril

Festividad de Domingo de Ramos y Semana Santa.
- Mayo

15 de mayo, Festividad de San Isidro Labrador.
- Junio

8 de junio, Festividad de medio año en honor a la patrona de Mochumí, Inmaculada Concepción de María.

29 de junio, Día de San Pedro y San Pablo.
- Julio

16 de julio, Festividad de la Virgen del Carmen.
- Agosto

16 de agosto, Festividad de San Roque.

30 de agosto, Festividad de Santa Rosa de Lima.
- Setiembre

Del 19 al 23, semana de la Juventud.
- Octubre

18 de octubre, Festividad en honor al Señor de los Milagros.

26 de octubre, Aniversario de Creación Política de Mochumí. Destacan la elección y coronación de la Señorita Mochumí y Señorita Marinera, así como el desfile escolar, carros alegóricos y estampas costumbristas.
- Noviembre

1 y 2 de noviembre, Festividad de todos los santos y los fieles difuntos.
- Diciembre

8 de diciembre, Feria patronal de Inmaculada Concepción de la Virgen María.

25 de diciembre, Festividad del Niño Dios de Pascua.
- Las yunzas: La celebración de los carnavales en Mochumí ha tenido un gran auge y renombre que atraía a visitantes para disfrutar de estas fiestas veraniegas del Rey Momo.

Cada cinta (verde o nácar, roja o encarnada) buscaba sus seguidores y colocaban una yunza con el color de su preferencia.
La yunza era paseada por las calles del lugar escoltada por chalanes con banderas identificando el color de su cinta; luego por una Reina con su Corte de Honor con bandas de músicos. En muchos casos la fiesta de la yunza se amenizaba con arpa.
Si en el recorrido de la yunza por las calles, otra yunza, de color distinto se cruzaba a su paso, se desataba una verdadera batalla a golpes de bastones teniendo una de ellas que ceder el paso.
La que cedía el paso, demostraba que no tenía mucha ascendencia y su colocación quedaba rezagada a segundo plano.
Una vez colocada la yunza por sus respectivos padrinos, éstos recibían muchas atenciones y toda la gente que acudía disfrutaba de tíos días de comida y bebida así como de baile gratis hasta que la yunza era derribada para ser aprovechados sus adornos por la gente.
Los padrinos que tumbaban la yunza, el año siguiente tenían que entregarla en igual o mejor condición que cuando la recibieron, con la finalidad de seguir disfrutando del encanto de estas fiestas.
- Otras representaciones: Como representaciones del folclor popular, también tenemos las siguientes:
- Las pastorcitas: Niñas con atuendos propios del lugar que le cantan al Niño Dios de Pascua, de Año Nuevo y de Reyes.
- Los negritos: Que representan la servidumbre de Palacio del Rey Herodes; realizan gestos graciosos.
- El hombre chispas: Armazón fuegos artificiales, trasladado por un hombre que va en su interior.
- La vaca loca: Es una armazón de palos de sauce con trapos figurando una vaca. Un hombre que va en su interior la hace danzar al compás de la banda de músicos. Es el deleite de los niños que se aglomeran a su alrededor.

- Religiosidad popular en Mochumí:

Dentro de las manifestaciones de la cultura popular del distrito, la religiosidad juega un papel preponderante y de mucha trascendencia, siendo las de mayor importancia por la cantidad de feligreses y visitantes que atraen las siguientes: Feria Patronal de la Inmaculada Concepción de la Virgen María, Festividad del Niño Dios de Reyes con la escenificación de los Reyes Magos de Oriente y el paso de la Virgen Peregrina de Túcume.
- - Feria Patronal de la Purísima o Inmaculada Concepción de la Virgen María: Esta feria es tradicional, popular y la de mayor importancia entre las demás festividades del distrito, aquí el poblador crea formas de manifestación religiosa para alabar y agradecer a la Madre de Cristo.

La feria se inicia los últimos días de noviembre con novenario, y van hasta el seis de diciembre. A partir del día siete (vísperas) se saca a la Virgen en Procesión por las calles del distrito acompañada de fieles y con asistencia de banda de músicos y ángeles.

El ocho de diciembre, día central de la feria, se congregan pobladores y visitantes para asistir a la misa celebrada en honor a la Inmaculada Concepción, al mediodía en la iglesia matriz.

Luego de los actos religiosos, los pobladores asisten a los diversos actos de diversión y recreación públicos que se han programado.

Los días centrales de la feria son: siete, ocho, nueve y quince de diciembre.
Durante los días de feria Mochumí recibe la visita de turistas, así como de los mochumanos residentes en distintos puntos del país quienes vienen a venerar a la Purísima Concepción de la Virgen María, Patrona de Mochumí.
- - Festividad del Niño Dios de Reyes y escenificación de los Reyes Magos: Esta festividad es otra de las manifestaciones religiosas de mucha importancia en Mochumí, siendo sus días principales seis y siete de enero.

Como las demás actividades, se programan diversos actos de diversión popular, pero las más importante de ellas es la escenificación de los Reyes Magos de Oriente en Palacio público.

Luego del ingreso de la banda de músicos y su recorrido por las calles de la ciudad, a las dos de la tarde el Niño Dios es colocado en un portal frente a la iglesia para dar inicio a la escenificación de los reyes en un palacio decorado y ambientado cuidadosamente para ese fin.
En Palacio Herodes recibe la visita del Embajador quien le anuncia la visita de sus amos y señores, los Reyes Magos de Oriente, quienes luego buscan al Rey de Reyes para adorarlo.
Cada año se incorporan nuevos personajes en la personificación de los Reyes Magos, Herodes, San José, La Virgen María, los soldados, la viuda y los negritos. Esta festividad finaliza con la respectiva octava.
- - Paso de la Virgen Peregrina: Al paso de la Virgen Peregrina por Mochumí danzan los Diablicos y Margaritos. El paso de la Virgen Peregrina se realiza en el mes de febrero de cada año en la antevíspera de la Feria de la Virgen Purísima de Túcume.

Es traída de Ferreñafe la imagen pequeña de dicha Virgen recorriendo los caminos carrozables de Mochumí, acompañada por gran multitud de mochumanos niños, jóvenes y adultos de ambos sexos, que toda la noche caminan trayendo a la Virgen y llegan con ella en horas de la mañana del día domingo a Mochumi.
Es a la “Posa” de don Rufino Cajusol, en el caserío la Vaquería donde llega muy temprano la imagen. Allí se oficia una misa y concurren las Danzas de los Diablicos y los Margaritos. Además llegan los Angelitos. Luego se avanza oí domicilio de la familia Siapo donde también se reza el rosario, aquí se insidia un Arco Alegórico. Con banda de músicos, Chirimiya, Diablicos, Margaritas, Angelitos y una gran multitud hace su entrada la imagen a la ciudad hasta ubicarla en una Posa provisional levantada en la intersección de las calles Elias Aguirre y Miguel Grau: antes del mediodía es llevada a la iglesia matriz donde se oficia una misa en su honor, regresando después a la misma posa.
A las dos de la tarde del mismo domingo la Virgen es sacada de la posa y acompañada de muchos feligreses es conducida por la calle Grau, San José y San Martín hasta la Capilla de Tepo (límite con Túcume) donde es recibida y llevada por los tucumanos.
El día miércoles después de sus actos festivos, los tucumanos traen la pequeña imagen al mismo lugar en donde la recibieron, aquí la espera una gran multitud de mochumanos y visitantes que la conducen al distrito para rendirle similar homenaje del día domingo, de allí en horas de la noche la conducen al sur de la ciudad y la entregan a sus devotos de Ferreñafe.

## Autoridades

### Municipales
- 2023 - 2026[2]
  - Alcalde: Luis Antonio Ventura Zurita, del Partido Somos Perú (SP).
  - Regidores:

•	Gladys Santamaría Santisteban
•	Juan Carlos Santisteban Ayala
•	Karla Elena Damián Ribagliatti
•	Humberto Ancajima Chimoy
•	Luis Edilberto Paico Panta